# هجوم فياريال
هجوم فياريال هي إحدى المعارك التي وقعت خلال الحرب الأهلية الإسبانية، من 30 نوفمبر إلى 24 ديسمبر 1936. حيث حاولت القوات الجمهورية من جبهة بيسكاي من مقاتلي جيش الباسك البالغ عددهم 4300 الاستيلاء على المدينة الباسكية فيتوريا، التي كانت تحت سيطرة 600 عسكري من المتمردين منذ يوليو 1936.

## البداية
شكلت حكومة أغيري سنة 1936 جيشها المستقل في إقليم الباسك وهو جيش الباسك (بالإسبانية: Eusko Gudarostea)‏ بـ 25000 رجل. وهو جزء من الجيش الجمهوري في الشمال إسميا. وقد عزل المتمردون الباسك ومقاطعة سانتاندير وغرب أستورياس عن بقية الأراضي الإسبانية التي تسيطر عليها حكومة الجمهورية الإسبانية الثانية. وأيضًا عزل هذا القطاع من الأراضي الجمهورية من ساحل كانتابريا عن فرنسا بعد أن استولت القوات القومية على مدينة إرون في سبتمبر وأكملت احتلال بقية مقاطعة غيبوثكوا تقريبًا. فقامت حكومة الباسك بعسكرة الصناعات الحربية وبدأت ببناء حزام بلباو الحديدي [الإنجليزية].
وفي أوائل ديسمبر وبينما كان المتمردون يركزون جهودهم على مدريد، طلبت حكومة الجمهورية من جيش الباسك كسر الجبهة. فشنوا هجومًا لاحتلال فيتوريا عاصمة مقاطعة ألافا، لتخفيف ضغط المتمردين على مدريد على المدى القصير. وعلى المدى الطويل كسر جبهة المتمردين في ألافا، حتى تتمكن قوات الجبهة الشمالية للجمهورية من الالتقاء مع قوات مركز الجبهة التي من المفترض أن تستمر في الهجوم على جبهات أراغون وغوادالاخارا. ولكن هذا المشروع غير ممكن عمليًا بسبب الوضع الحقيقي للقوات الجمهورية في كلا القطاعين وبسبب هشاشة تنظيم جيش الباسك مقارنة بالقوات المتمردة التي ستواجهها.

## الهجوم
قام الجمهوريون بقيادة الجنرال إنكوميندا بتجميع 19 كتيبة مشاة وست مدافع وبعض المركبات المدرعة. كانت الروح المعنوية لقوات الباسك عالية، لكن لم يكن لديهم تقريبًا أي دعم جوي ولم يكن لديهم سوى عدد قليل من المدافع الميدانية. بالإضافة إلى أنه قبل الهجوم رصدت طائرة استطلاع قومية من برغش القوة الجمهورية. وفي المقابل كان لدى الوطنيين سرية واحدة من الريغيتا وكتيبتين مشاة وسرية مدفع رشاش وبطارية مدفعية في فياريال.
بدأ الهجوم في 30 نوفمبر بقصف مدفعي يمهد الطريق للمشاة، واحتل الباسك الجبال المحيطة بفيتوريا، وحاصروا فياريال على بعد 3 كيلومترات من فيتوريا، وبدأوا بقصفها بالمدفعية. ودافع عن المدينة سرية من الريغيتا وكتيبتين من قوات التمرد، وقسم من المدافع الرشاشة وبطارية مدفعية، أي بإجمالي 600 رجل بقيادة المقدم ريكاردو إغليسياس نافارو. وبلغ عدد المهاجمين 2900 جندي بالإضافة إلى 1400 جندي احتياطي.

### توقف الهجوم الباسكي
استمر الحصار الجمهوري على فياريال يومي 1 و 2 ديسمبر. وخلال الحصار استمر المدافعين في الاتصال بقيادتهم التي ارسلت تعزيزات، في حين أن القوات الجمهورية الباسكية لم تتمكن من التقدم. وتوقفت قوات جيش الباسك أمام مقاومة قوية من المتمردين ذات تدريبات عسكرية أكبر. ثم تراجعت بعد أن تكبدت حوالي 1000 قتيل. وإن استمر حصارهم لعدة أيام قصفوا خلالها فياريال دون أي نتيجة.
وفي يوم 9 ديسمبر استعاد المتمردون بعض المواقع الصغيرة التي احتلها جيش الباسك قبل أيام. وفي 12 ديسمبر اندلع هجوم جمهوري ضخم تسبب في خسائر فادحة للمتمردين، ولكنهم صدوا الهجوم عند حلول الظلام. مشكلة لقوات الباسك هي أن التدريب العسكري لقواتهم كان آنذاك محفوفًا بالمخاطر، بالإضافة إلى كونهم جنودًا مبتدئين في الغالب، ينتمون إلى كتائب مرتجلة تشكلت قبل أسابيع قليلة من بدء الهجوم على أساس اندماج ميليشيات مستقلة في سرايا؛ علاوة على ذلك وصلت تعزيزات للقوات المتمردة بقيادة العقيد كاميلو ألونسو فيغا إلى المدينة.
توقف القتال مرة أخرى، حتى بدأ الهجوم الجمهوري الأخير يوم 18 ديسمبر مع انتشار كبير للمدفعية، لكنه فشل أيضًا. وبعدها كانت المبادرة عند القوات المتمردة التي استعادت الأرض ببطء حتى 24 ديسمبر. في هذا التاريخ عادت القوات المتصارعة إلى مواقعها القديمة وانتهى الهجوم عمليا.

## النتائج والعواقب التالية
فشل الهجوم ولم يحتل الباسك فياريال، على الرغم من احتلالهم لجبال ماروتو وألبرشيا وجارينتو. استمر ذلك حتى بداية حملة الباسك.

## وصلات خارجية
- فياريال 1936، آخر معركة كبيرة. بالإسباني
- فياريال دي ألافا: سجلات لعدم الكفاءة العسكرية
- معركة فياريال: 30 نوفمبر - 24 ديسمبر 1936